# Kruhlîk, Șepetivka
Kruhlîk (în ucraineană Круглик) este un sat în comuna Rîlivka din raionul Șepetivka, regiunea Hmelnîțkîi, Ucraina.

## Demografie
Componența lingvistică a localității Kruhlîk
     Ucraineană (89,36%)
     Rusă (9,57%)
Conform recensământului din 2001, majoritatea populației localității Kruhlîk era vorbitoare de ucraineană (89,36%), existând în minoritate și vorbitori de rusă (9,57%) și găgăuză (1,06%).